# Kohei Hattanda
Kohei Hattanda (født 8. januar 1990) er en japansk fodboldspiller, som spiller for den japanske fodboldklub Kagoshima United FC.